# Phyz
Phyz (Dax Phyz 2.5D Physics Simulator) – silnik fizyki dla aplikacji prezentowanych w rzucie izometrycznym udostępniany w domenie publicznej. Silnik ma wbudowany edytor z obsługą DirectX, umożliwiający generowanie grafiki i dźwięku.
Silnik obsługuje symulację brył sztywnych, efektów cząsteczkowych oraz obiektów deformujących się. Ponadto silnik posiada klienta bazy danych MySQL.
Dax Phyz może być wykorzystany do tworzenia animacji komputerowych oraz gier komputerowych.
Silnik jest dostępny wyłącznie na komputery osobiste z systemem Microsoft Windows.